# El Mundo
El Mundo (svenska: Världen), egentligen El Mundo del Siglo Veintiuno (svenska: Världen under det tjugoförsta århundradet), är en spansk dagstidning grundad 1989.
El Mundo är en av Spaniens största tidningar efter El Pais. Dess webbupplaga har även många läsare i Latinamerika. År 2009 var El Mundo Spaniens största webbtidning med 24 miljoner unika besökare per månad.